# Руски език в Молдова
Руският език е втори по разпространение роден език в Молдова. През 2004 година той е майчин за 540 990 души (15,99 % от населението на страната), от тях: 187 526 руснаци, 141 206 украинци, 129 909 молдовани и румънци, 40 445 гагаузи, 23 259 българи, и др.